# Клементе Галяно
Клементе Галяно (італ. Clemente Galano) (*1610 року, Соренто — 14 травня 1666 року, Львів) — італійський богослов, філософ, вірменознавець.

## Життєпис
Наукову діяльність здобув у вірменському середовищі де він вивчив вірменську мову. Займався тим, що навертав вірмен до католицизму. У 1636—1641 роках як проповідник перебуває в Грузії. З 1641 по 1644 року перебуває у Константинополі, де займається педагогікою й фармацевтично-лікарською діяльністю. У цьому ж місці заснував школу у якій навчались вірмени. Викладав релігію, вірменську та іноземні мови. Вже з 1648 по 1663 рік перебуває у Римі, у вірменському колегіумі — ордена святої віри (Урбаніанська школа). У цьому закладі викладає вірменську та інші предмети. Вже з 1664 року до кінця життя працює у Львові.
Прихильність вбачав у вчені Томи Аквінського. Вірою вважав вищою за розум, богослов'я — вище за науку. Намагався очистити логіку від світських наукових та логічних принципів. Автор твору «Основи філософії за логікою грецькою та латинської мови та за логікою тлумачення вірменською...» яка опублікована в Римі 1645 року. Дана книга стала першою книгою вірменською мовою присвяченій логіки. Робота також складає цінність для розвитку логіки як окремої науки. Для ґрабара застосував низку створених понять, 10 відмінників, 6 дієслів тощо. 
Найважливіша праця: «Чернецтво Вірменської Святої Церкви під Великою Святою Церквою Риму» у двох томах (1650—1661). Написана латинською та вірменськими мовами. Даний твір написаний на основі латинських, грецькі та вірменські джерела. Сам твір оповідає історію вірмен та вірменської церкви та демонстративно вбачає прихильність до приєднання вірменської церкви до католицизму. Дана праця сформувала світогляд Західної Європи у неправильному контексті. Його міркування увійшли в історіографію під назвою «Помилки вірмен» та розкриті наприкінці XVIII століття.  Ця праця використовується як джерело, бо частина джерела використаній в ній — загублено. 
Помер у Львові 15 травня 1666 року. 